# Mily Balakirev

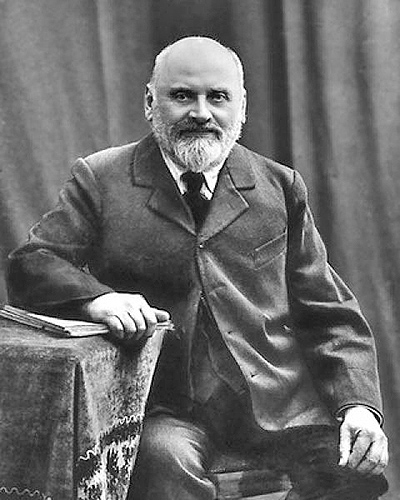
Portrait of Balakirev

Mily Alexeyevich Balakirev (tiếng Nga: Милий Алексеевич Балакирев, IPA: [ˈmʲilʲɪj ɐlʲɪkˈsʲeɪvʲɪtɕ bɐˈlakʲɪrʲɪf]; sinh năm 1837 tại Novgorod - mất năm 1910 tại Sankt Peterburg) là nhà soạn nhạc, nghệ sĩ đàn piano, nhạc trưởng, nhà hoạt động xã hội âm nhạc của Nga. Ông cùng với Modest Mussorgsky, Nikolay Rimsky-Korsakov, Alexander Borodin và César Cui trở thành những thành viên của nhóm Hùng mạnh. Ông là linh hồn của nhóm này. Ông cũng như các thành viên trong nhõm luôn mong muốn một thứ âm nhạc Nga thực thụ.

## Cuộc đời và sự nghiệp
Mily Balakirev học vỡ lòng về âm nhạc với người mẹ của mình, tiếp theo đó là tự học trong sách vở và thực tập với dàn nhạc trong trang trịa của ông Oulibuchev, một người yêu nhạc nghiệp dư, tác giả của 3 cuốn nói về tiểu sử của Wolfgang Amadeus Mozart. Năm 10 tuổi, Balakirev học chơi piano với Dyubyuk ở Moskva. Sau trở về quê nhà học với nhạc trưởng Eizich. Nhờ có ông Ukibichev giúp đỡ, Barakirev được học tập và sau đó làm nhạc trưởng cho dàn nhạc của ông này. Trong các năm 1853-1855, Balakirev học trường đại học ở Kazan. Trong khoảng thời gian đó, ông đã tiếp thu những tư tưởng có tính chất tiến bộ về chính trị. Sau thời gian học ở trường đại học này, ông đến Sankt Peterburg và gặp nhà soạn nhạc người Nga đang có danh tiếng ở châu Âu hồi đó, Mikhail Glinka. Tuy là nhà soạn nhạc có tiếng ở lục địa già, nhưng Glinka đã bị thu hút bởi tài năng của người đàn em Balakirev. Tại chốn Sankt Peterburg hoa lệ, Balakirev trở nên nổi tiếng với tư cách là một nghệ sĩ đàn piano có tài, nhà soạn nhạc xuất sắc, nhà chỉ huy và lý luận âm nhạc tuyệt vời. Khi đã hơn 20 tuổi, năm 1861, Balakirev trở thành nhân vật trung tâm của nhóm Hùng mạnh. Ông thành lập một trường dạy nhạc miễn phí tại Sankt Peterburg, cùng với nhóm Hùng mạnh do ông lập ra sưu tầm và khám phá kho tàng dân ca Nga phong phú, đồng thời cho xuất bản toàn tập những tác phẩm của người đàn anh Glinka, tổ chức và chỉ huy những buổi hòa nhạc (trong những buổi như thế, các tác phẩm mới nhất của nhóm được giới thiệu).
Mily Balakirev là người rất yêu dân ca Nga, nên vào mùa hè năm 1860, ông đã đi dọc bờ sông Volga nổi tiếng để sưu tầm dân ca. Năm 1866, ông đã viết phần đệm và cho in tuyển tập "40 bài dan ca Nga". Balakirev đã 3 lần đến vùng Kavkaz. Ấn tượng của vùng đất miền nam nước Nga này đối với ông là không hề nhỏ chút nào, điển hình là trong bản Fantasia dành cho piano có tên Islamey và bản giao hưởng Tamara. Năm 1866, ông đến Praha, thủ đô của Cộng hòa Séc, để dựng vở nhạc kịch hay nhất của Glinka, Ruslan và Lyudmila. Buổi dàn dựng hôm ấy rất thành công. Trong thời gian tiếp theo, ông bị suy nhược thần kinh nên đã phải ngừng hoạt động từ năm 1871 đến năm 1876. Sau đó, sức khỏe của ông đã được bình phục lại và ông tiếp tục công việc của mình. Từ năm 1883 đến năm 1894, ông phụ trách công việc chỉ huy tại dàn hợp xướng của triều đình Nga hoàng.

## Phong cách sáng tác
Mily Balakirev là người kế thừa truyền thống của Glinka. Ông là người đã sáng tác những tác phẩm mang tính giá trị nghệ thuật cao. Ông đã cổ vũ, dìu dắt nhóm Hùng mạnh bằng những tác phẩm tôn vinh nghệ thuật âm nhạc Tổ quốc Nga xinh đẹp. Balakierev là một nhà soạn nhạc đã đấu tranh cho một nền văn hóa âm nhạc tiến bộ và dân chủ. Ông cũng rất có uy tín trong vai trò của một người nghiên cứu âm nhạc dân gian nước mình.

## Các tác phẩm
2 bản giao hưởng (1897, 1908): ba bản overture dựa trên ca khúc Nga: bản giao hưởng thơ Tamara (1882), Nước Nga (1862), Ở nước Séc (1867): nhạc cho vở bi kịch Vua Lia, tác phẩm văn học của William Shakespeare (1861); hai bản concerto cho piano và dàn nhạc giao hưởng; bản fantasia Islamey (1869) và những tác phẩm khác cho piano; 10 bản romance, nổi bật có Bài ca Gruzia, Bài hát con cá vàng, Bài hát của tên cướp,...; 2 tuyển tập dân ca Nga, đó là những gì mà Balakirev đã để lại.